# Monique Spaziani
Monique Spaziani est une actrice québécoise née à Montréal le 16 décembre 1957.

## Biographie
Monique Spaziani est diplômée du Conservatoire d'art dramatique de Montréal, promotion 1979. Elle a eu en 1996  une fille avec Emmanuel Bilodeau prénommée Philomène qui est elle-même actrice.

## Filmographie
- 1980 : La Bien-aimée (The Beloved)
- 1981 : Les Beaux souvenirs : Marie
- 1983 : Bonheur d’occasion : Marie Letourneau
- 1985 : Le Matou de Jean Beaudin (TV) : Elise Boissonneault
- 1986 : L'Amour avec un grand A (TV) : Marie Valois
- 1988 : Les Portes tournantes : Celeste
- 1990 : Un été après l'autre : Catherine
- 1990 : Rafales
- 1993 : Map of the Human Heart : Nurse Beatrice
- 1993 : Les grands procès (TV) : Fanny Rose
- 1994 : Les Jumelles Dionne (téléfilm), de Christian Duguay
- 1995 : Le Billet de loterie (Une petite fille particulière) (TV) : Marie-France
- 1995 : L'Enfant d'eau : Suzanne
- 1996 : Urgence ("Urgence") (série télévisée) : Genevieve Perreault (1996)
- 1997 : Ces enfants d'ailleurs (feuilleton TV) : Elizabeth Pawlowski
- 1997 : La Conciergerie : Maria Colin
- 2002 : Les Poupées russes (série télévisée) : Denise Garneau
- 2005 : Aurore : Arzélie Caron
- 2009 : Les Pieds dans le vide : Jeanne
- 2009 : J'ai tué ma mère de Xavier Dolan : Denise
- 2010 : Filière 13 : Femme de Fecteau
- 2011 : French Immersion (C'est la faute à Trudeau) : Ginette Tremblay
- 2011 : Apparences (série télévisée) : Nicole
- 2012 : Vertige : Diana Roussel
- 2012 : Laurence Anyways : Francine
- 2014 : Henri Henri : Sœur Madeleine
- 2014-2016 : Au secours de Béatrice : Bernadette Rioux
- 2015 : Mensonges (TV) : Marie Hébert
- 2016 : Les Beaux Malaises (TV) : Françoise
- 2018 : Le Jeu (série télévisée, 2018) : Nicole
- 2022 : Chouchou (mini-série) : Annette
- 2023 : Larry (série télévisée) : France Bergeron[2]

## Théâtre
- 1981 : Un réel ben beau, ben triste de Jeanne-Mance Delisle, Théâtre du nouveau monde[3]
- 2021 : Les reines de Normand Chaurette, Théâtre du Nouveau Monde

## Récompenses et nominations

### Nominations
- 1981 : Prix Génie de la meilleure actrice dans un rôle principal pour Les Beaux Souvenirs
- 1984 : Prix Génie de la meilleure actrice dans un rôle principal pour Le Matou
- 1989 : Prix Génie de la meilleure actrice dans un rôle principal pour Les Portes tournantes